# 德克薩斯併吞

1845年吞并后的德克萨斯州的边界

德克薩斯併吞是指德克薩斯從墨西哥獨立並加入美國的過程。
1836年3月2日，德克萨斯共和国發表德克薩斯獨立宣言，宣布从墨西哥独立。同年該國申请并入美国，但被美国国务卿拒绝。当时大多数德克薩斯人赞成德克薩斯加入美国。由於得克薩斯共和國境內依然實行奴隸制，當時美国两大政党（民主党和辉格党）都反对接納得克薩斯共和國。此外兩大政黨希望避免与墨西哥发生战争。當時墨西哥政府宣布奴隶制为非法，并拒绝承认德克萨斯共和国。1840年代初，由於德克萨斯共和国的经济状况下滑，德克萨斯共和国总统山姆·休士頓打算与墨西哥直接談判，希望墨西哥能承認該國的獨立地位。他還打算讓英国參與调解。
1843年，美国总统约翰·泰勒打算吞併德克萨斯共和国。美國當時偷偷接觸德克萨斯共和国，兩國於1844年4月初步擬定得克薩斯併入美國的条约。当这些條約提交给美国参议院批准时，外界這才大致了解條約的具體內容。有關美國是否要吞併德克萨斯的問題成为1844年美國總統選舉的核心议题。
1844年6月，辉格党占多数的参议院拒絕批准美國吞併得克薩斯的条约。同年晚些时候，支持吞并德克薩斯的民主党人波尔克在1844年美國總統選舉中以微弱优势击败了反对吞并的辉格党人亨利·克莱。 1844年12 月，跛腳鴨总统泰勒呼吁国会盡快批准吞併条约。最終國會兩院批准了吞併條約。
1845年3月1日，约翰·泰勒正式签署了吞并條約。此後德克萨斯共和國也批准了吞并條約。1845年12月29日，總統波尔克又簽署另一項法案，正式接納德克萨斯共和國为美國第28个州。德克萨斯共和國于1846年2月19日正式加入美國，之後轉變為得克薩斯州。1846年4月，美墨戰爭爆發。